# .zr
.zr (Zaire) é formalmente o código TLD (ccTLD) na Internet para o Zaire. Mas como o Zaire mudou o nome para República Democrática do Congo em 1997, o .zr foi desativado e o .cd tomou o seu lugar. Apenas em 2001, o código .zr foi completamente desativado.